# Carlos Fernando Filgueiras de Magalhães
Carlos Fernando Filgueras de Magalhães (Paratinga, 17 de outubro de 1940 — Goiânia, 3 de novembro de 2009) foi um médico, poeta, dramaturgo, professor universitário e pesquisador brasileiro.
Natural de Paratinga, ainda estudante, escreveu para o jornal O Ibopatinga, fundado em 1958. As publicações reuniam notícias sobre Paratinga e Ibotirama, a cidade vizinha.
Mudou-se para Goiânia durante a década de 1960 e cursou Medicina na Universidade Federal de Goiás, na segunda turma da instituição. Tornou-se professor universitário e também médico no Hospital das Clínicas entre os anos de 1968 e 1997. No mesmo período em que esteve na capital goiana, foi perseguido durante o regime militar.
Como escritor, Carlos escreveu poemas, peças de teatro e livros históricos. Fez parte da fundação do Movimento Práxis e publicou cinco livros de poesia. Como pesquisador e cientista, escreveu e publicou obras acerca de Paratinga, sua cidade natal. Pela universidade, foi considerado um dos pioneiros na área cultural.
Em 2008, foi premiado com o Troféu Jaburu, considerado o prêmio cultural mais relevante do estado de Goiás.
Em novembro de 2009, ano em que preparava o lançamento de novas obras, foi assassinado em sua residência, na cidade de Goiânia.